# Flangers
Pour les articles homonymes, voir Flanger.
Flangers est un groupe de rock alternatif canadien, originaire de Cap-Rouge, au Québec. Il est formé par Mathieu Soucy et Julien Martre en 1996, et séparé en 2006. Les anciens membres du groupe RIP, Poe Kid Linnon et Véronique Paradis rejoignent le duo pour compléter le groupe. Le groupe joue régulièrement dans les bars et salles de la ville de Québec. Ils jouaient, à cette époque, au Bar le d'Auteuil, L'Arlequin, le Kashmir et le Mundial.

## Biographie
Flangers est formé en 1996 à Cap-Rouge, au Québec, par Mathieu Soucy et Julien Martre. Martre sera le principal compositeur du groupe. C'est en 1997 que Luc Barré (guitariste à cette époque de Wild Dreamers) joint le groupe en tant que bassiste et entreprend, avec le groupe, une série de spectacles de Baie-Saint-Paul à Montréal. Le groupe fait également la première partie de plusieurs groupes dont Glueleg, Les Respectables et Me and My Bones.
Arrive Unwind 308, le premier EP produit par le groupe Flangers et réalisé par Stéphane Dussault (Les Respectables). Cet album est lancé lors d'une performance acoustique chez le disquaire Sam the Record Man (Sainte-Foy, Québec) le 4 décembre 1997. L'album subit un second lancement au Pub O'Zone (Limoilou, Québec) le 5 décembre 1997 lors d'un spectacle de 2h30 devant une salle comble. Cet événement est également diffusé en direct sur les ondes de la populaire station radio CHOI. La pièce Alone est diffusée sur les ondes de plusieurs radios de la vieille capitale dont CHYZ, CKRL et CKIA. Cet album amène également le groupe à faire plusieurs spectacles dont un spectacle extérieur devant des milliers de personnes au Carnaval de Québec sur une plateforme supporté par un camion.
Après certaines divergences sur l'orientation musicale, Mathieu Soucy et Luc Barré quittent le groupe après une série de spectacles électrisants au Bar le Dagobert. Mathieu déménage à Montréal pour se consacrer à la musique blues et instrumentale. Il accompagne, entre autres, le guitariste Gaston Gagnon et le groupe Headfirst. Luc se consacre à la composition et accompagne, à titre de guitariste, le chanteur Stéphane Garant.
Frédérick Ayotte et Frédéric Asselin (Noir Silence, Martin Deschamps, Beat the Monkeys, Laurence Castera )se joignent à la formation et, fort de leur arrivée, ils participent au Projet Quérock (concours organisé par la station de radio CHOI FM) avec leur morceau L’air de Neptune. Frédérick quitte le groupe deux ans après pour former un groupe à Montréal et Serge Poulain le remplace. Peu de temps après le groupe participe au prestigieux Earnie Ball Battle of the Bands et gravit les échelons jusqu'à la finale mondiale à Hollywood.
Fort de ce succès le groupe produit le deuxième album du groupe, Black Toy. Sur cet album, le morceau Fragile obtient un succès radiophonique relatif et sera continuellement dans les palmarès de l'ADISQ. Le groupe enregistre également un vidéoclip, toujours pour le morceau Fragile, réalisé par Max Perrier et produit par Simon Perrier. Ce clip fut diffusé sur une base régulière, entre autres, à Musique Plus. Dans la foulée de ce succès, le groupe fait plusieurs apparitions télévisées et entrevues pour des journaux et magazines.

## Membres

### Derniers membres
- Julien Martre - guitare, chant (1998–2007)
- PO Gosselin - guitare, chœurs (1998–2007)
- Serge Poulin - batterie (1998–2007)
- Frédéric Asselin - basse (1998–2007)

### Anciens membres
- Frédérick Ayotte - batterie (1998–1999)
- Mathieu Soucy - batterie, percussions (1996–1998)
- Luc Barré - basse (1997-1998)
- Véronique Paradis - basse (1996-1997)

## Discographie
- 1997 : Unwind 308 (EP)
- 2000 : Black Toy

## Prix et participations
- 1999 : Finaliste du Earnie Ball/World Battle of the Bands (Hollywood, Californie)
- 1999 : Gagnants CHOI 98 Battle of the Bands (Québec, Québec)[4]